# Kinematografia belgijska
Kinematografia belgijska – ogół produkcji i dystrybucji filmowej na terenie Belgii, rozumianej jako dwujęzyczne państwo w obecnych granicach, podzielone na część flamandzką oraz frankofońską.
Przed II wojną światową produkcja filmowa w Belgii była ograniczona, jednak dystrybucja kinowa rozwijała się bujnie. Jednymi z pierwszych popularnych belgijskich twórców filmowych byli Alfred Machin, Gaston Schoukens oraz para Edith Kiel/Jan Vanderheyden. Początkowo rodzima produkcja filmów była ukierunkowana na krajową widownię; dopiero w latach 60. XX wieku stworzone zostały komisje selekcyjne wspierające mecenatem państwowym filmy wartościowe artystycznie, co pozwoliło kinematografii belgijskiej zyskać na znaczeniu poza granicami kraju. Od lat 70. XX wieku prestiż kinematografii belgijskiej stopniowo rósł za sprawą takich reżyserów, jak Fons Rademakers, Chantal Akerman, Gérard Corbiau, Jaco Van Dormael oraz Jean-Pierre i Luc Dardenne. Na terenie Belgii odbywają się coroczne wydarzenia takie jak Film Fest Gent (od 1974).

## Początki kina belgijskiego (1905–1940)
Pierwszy zamknięty pokaz kinematografu braci Lumière na terytorium belgijskim odbył się w dniach 12–13 listopada 1895 w Brukseli, natomiast pierwszy komercyjny pokaz – 1 marca 1896. Odtąd kiełkująca kinematografia belgijska została rychło zdominowana przez import z sąsiedniej Francji. W 1904 w Brukseli otwarte zostało pierwsze kino belgijskie pod nazwą Théâtre du Cinématographe. Jednym z pionierów kinematografii belgijskiej był fotograf Alfred Machin, zatrudniony w 1905 przez Ferdinanda Zekę jako operator kamery w wytwórni Pathé. W 1909 Machin nakręcił swój pierwszy film fabularny Le moulin maudit (1909). W swoich kolejnych dziełach, na przykład L'histoire de Minna Claessens (1912), La Fille de Delft (1914) oraz uznawanym za jego najlepsze osiągnięcie Maudite soit la guerre (1914), wypracował swój styl polegający na łączeniu konwencji sentymentalnego melodramatu z urokliwymi zdjęciami w planie dalekim, wzorowanymi na malarstwie flamandzkim.
Belgijska produkcja filmowa w latach 20. i 30. XX wieku była ograniczona. Wprawdzie dystrybucja kinowa w Belgii rozwijała się początkowo bujnie ze względu na brak regulacji prawnych, jednak już we wrześniu 1920 parlament belgijski uchwalił ustawę, która wprowadzała cenzurę filmową i ograniczała rozpowszechnianie filmów przeznaczonych dla publiczności poniżej 16 lat. W latach 1926–1933 nastąpiła reorganizacja belgijskich organizacji katolickich, które wywierały coraz większą presję na dystrybutorów pod względem wdrażania cenzury filmowej oraz promowania wartości chrześcijańskich w nowej dziedzinie kultury. Aby skuteczniej szerzyć katolickie wartości, katolickie organizacje zakładały sieć kin rozmieszczonych głównie na belgijskiej prowincji. Do 1939 cenzura oznaczyła zaledwie jedną trzecią dystrybuowaną w Belgii jako dozwoloną dla nieletnich, podczas gdy kolejna jedna trzecia musiała zostać przemontowana w celu umożliwienia dystrybucji. W kinach dominowała dystrybucja francuskich i amerykańskich filmów, a właściciele praw do ich rozpowszechniania w Belgii wdawały się w otwarty konflikt z katolickimi organizacjami, który przerwała dopiero inwazja niemiecka na Belgię w maju 1940.
W 1933 holenderski reżyser Joris Ivens wraz z belgijskim dokumentalistą Henri Storckiem nakręcił Borinage, inscenizowany dokument poświęcony beznadziejnemu położeniu górników w tytułowym belgijskim okręgu, ich próbom zapobieżenia fatalnym warunkom bytowym, wreszcie zaś – deformacjom systemu kapitalistycznego. Film, mimo lewicowego wydźwięku, ukazywał faktyczne problemy społeczne, z jakimi borykały się najniższe klasy społeczne w Belgii doby Wielkiego Kryzysu. Filmem przełomowym w skali belgijskiej kinematografii okazał się jednak De Witte (1934) Jana Vanderheydena, pierwszy przebój kina dźwiękowego, który mimo słabości technicznych zaskarbił sobie przychylność widzów silnie osadzoną w kulturze flamandzkiej historią młodocianego przestępcy. Jan Vanderheyden wraz z małżonką Edith Kiel ukazywał codzienność flamandzkiej prowincji również w takich filmach, jak Uilenspiegel left nog! (1935), Havenmuziek (1937) tudzież Wit is troef (1940). Belgijskiej publiczności podobała się także silnie osadzona w lokalnej kulturze twórczość Gastona Schoukensa, który nakręcił z aktorem Gustave'em Libeau cykl komedii takich jak En avant la musique (1935), C’était le bon temps (1936), Mon père et mon papa (1937), Gardons notre sourire (1937), Bossemans et Coppenolle (1938). Styl zarówno Schoukensa, jak i Kiel/Vanderheydena wiele zapożyczał z lokalnych tradycji teatralnych, takie też wykorzystywał środki wyrazu.
Symboliczny wkład do rodzącej się belgijskiej kinematografii wniósł również Jacques Feyder, który we Francji po 1933 zrealizował mroczne melodramaty Kobiety jego życia (1934) oraz Pensjonat Mimoza (1935), lecz zasłużył się dla sztuki filmowej przede wszystkim pacyfistyczną komedią Zwyciężyły kobiety (1935). Osadzony w 1616 w mieście Boom (dawna Flandria, obecnie północna Belgia) film Feydera opowiada historię mieszczanek, które wbrew swoim struchlałym mężom decydują się ugościć hiszpańskie wojsko najemne, o którego okrucieństwie krążyły pogłoski. Zwyciężyły kobiety były wysokiej jakości osiągnięciem artystycznym, nawiązującym do flamandzkiego malarstwa Petera Paula Rubensa, Fransa Halsa oraz Jacoba Jordaensa. Jednocześnie film Feydera wywołał w Belgii skandal; reżysera pomawiano o defetyzm oraz aluzję do kolaboracji Belgów z Niemcami podczas I wojny światowej, tym bardziej, że Feyder rok później nakręcił zaaprobowaną przez Josepha Goebbelsa niemiecką wersję swego dzieła pod tytułem Mądre kobiety (1936).

## Po II wojnie światowej (1945–1990)

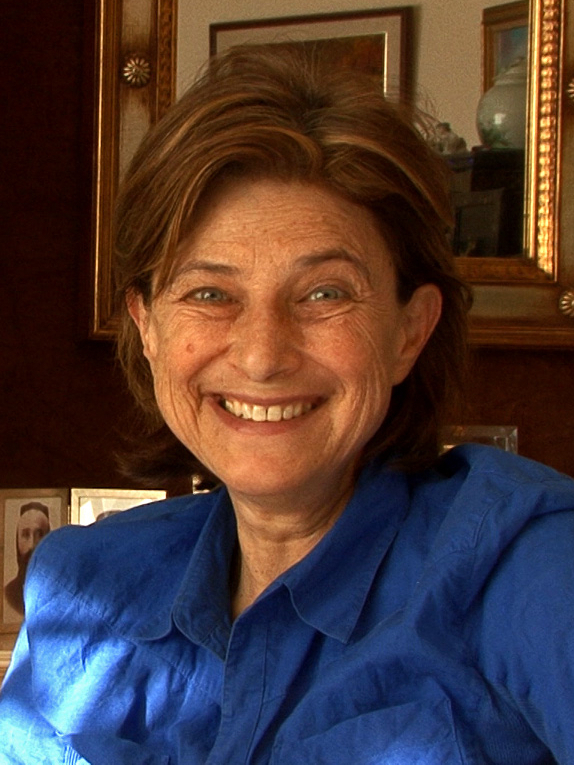
Chantal Akerman

Po kilkuletnim zastoju wywołanym niemiecką okupacją Belgii (1940–1944) produkcja filmowa przeszła odbudowę, a do 1957 wciąż swoje filmy – wciąż popularne wśród belgijskiej publiczności – tworzyli Schoukens oraz Kiel/Vanderheyden. Narastała zarazem potrzeba ukonstytuowania kina artystycznego wspieranego przez państwo. Ze względu na stopniową federalizację Belgii zamiast wspólnej instytucji stworzono jednak dwie „komisje selekcyjne”, flamandzką (1964) i frankofońską (1967), które wspierały mecenatem państwowym filmy „najbardziej odpowiedzialne oraz rokujące jako sukcesy artystyczne”. Z funduszy państwowych sfinansowana została między innymi Mira (1971), belgijsko-holenderska koprodukcja w reżyserii Fonsa Rademakersa o flamandzkiej wiosce, której mieszkańcy sprzeciwiają się budowie nowego mostu. Mira okazała się nie tylko dziełem udanym artystycznie, lecz również najbardziej kasowym filmem dekady. Mecenat Ministerstwa Kultury nie był jednak konsekwentny; wsparcie finansowe otrzymały produkcje zawierające niekoniecznie uzasadnioną przemoc seksualną, takie jak Het dwaallicht (1973) Fransa Buyensa oraz De loteling (1974) Rolanda Verhaverta. Odmówiono natomiast finansowania wiejskiemu filmowi Verhaverta pod tytułem Palletier (1975), który mimo to odniósł sukces komercyjny, także za granicą.
W latach 60. XX wieku zaczęło się także kształtowanie kina utrzymanego w estetyce nowofalowej. André Delvaux posługiwał się konwencją magicznego realizmu, której lokalnym manifestem artystycznym stał się Człowiek z ogoloną głową (1965). Fenomenem sięgającym daleko poza granice belgijskiej kinematografii okazała się twórczość Chantal Akerman. Nakręciwszy w Belgii debiut fabularny Ja, ty, on, ona (1973), Akerman zdobyła międzynarodową sławę ponadtrzygodzinnym dziełem Jeanne Dielman, Bulwar Handlowy, 1080 Bruksela (1975). Treścią filmu jest codzienny, monotonny żywot gospodyni, która jest jednocześnie samotną matką i prostytutką. Jeanne Dielman powszechnie odczytywano jako manifest nurtu feministycznego, bowiem Jeanne Dielman ukazywała stopniowy proces nabywania samoświadomości przez gospodynię, jak również pozbawiała diegezę filmową (przestrzeń kadrową) przedstawień kobiecej seksualności. Akerman odnajdywała się swobodnie nie tylko w awangardzie filmowej (np. zbiór epizodów Przez całą noc, 1982), ale również w kinie gatunkowym i dokumentalnym (Ze Wschodu, 1993). Renomę uznanego twórcy zdobył również tworzący we Francji belgijski reżyser Gérard Corbiau, znany z takich filmów jak Nauczyciel muzyki (1985), Farinelli – ostatni kastrat (1994) oraz Król tańczy (2000).

## Kino przełomu wieków (po 1990)

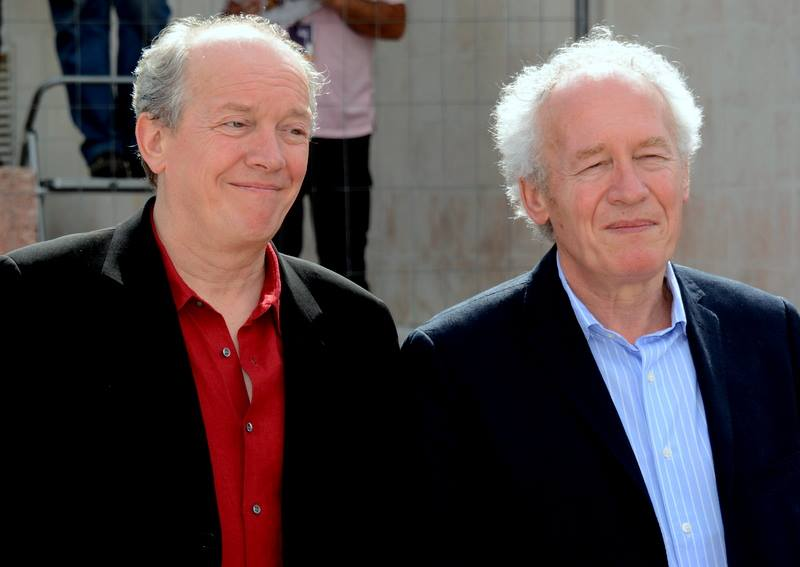
Jean-Pierre i Luc Dardenne

Kinematografia belgijska na przełomie lat 80. i 90. XX wieku zaczęła się opierać na koprodukcjach finansowanych w ramach programu Eurimages. Największym objawieniem był Jaco Van Dormael, który za swój triumfalny debiut Toto bohater (1991) otrzymał Złotą Kamerę na 44. MFF w Cannes. Tytułowy protagonista filmu w podeszłym wieku obsesyjnie pragnie zemścić się na człowieku, który odebrał mu rzekomo tożsamość. Van Dormael odnosił kolejne sukcesy takimi obrazami, jak Ósmy dzień (1996) o chłopaku cierpiącym na zespół Downa czy obrazoburczy Zupełnie Nowy Testament (2015) o żyjącym w Brukseli Bogu, który ze swego biurka uśmierca ludzi wedle swojego upodobania. 
Nagradzana w Cannes była również skandalizująca komedia Człowiek pogryzł psa (1993) André Bonzela, Rémy'ego Belvaux i Benoît Poelvoorde'a, stylizowana na dokument opowieść o seryjnym mordercy, którego poczynania stale śledzi ekipa telewizyjna. Z uznaniem spotkała się też utrzymana w tradycji lokalnego komiksu Taxandria (1994) Raoula Servais. 
Najbardziej docenianymi twórcami belgijskimi przełomu wieków okazali się jednak frankofońscy reżyserzy Jean-Pierre i Luc Dardenne, czerpiący z tradycji Roberta Bressona. Ich pozbawione blichtru ascetyczne filmy, takie jak Obietnica (1996), Rosetta (1999), Syn (2002), Dziecko (2005) czy Milczenie Lorny (2008), kręcone były w duchu chrześcijańskiego personalizmu. Śledziły one losy osób żyjących na marginesie społeczeństwa, które ledwo wiążą koniec z końcem. Dzieła braci Dardenne cechują się specyficznym sposobem filmowania (ujęcia kręcone są kamerą „z ręki”, blisko bohaterów, a cięcia montażowe są nad wyraz raptowne).